# Aphrastura spinicauda
Aphrastura spinicauda là một loài chim trong họ Furnariidae.